# Axel Hultman (företagsledare)
Johan Axel Robert Hultman, född 21 november 1879 i Malmö, död där 22 juli 1976, var en svensk företagsledare. Har var bror till envoyé Johan Hultman.
Hultman, som var son till fabriksidkare Johan Hultman och Evelina Svensson, var elev vid Göteborgs handelsinstitut 1895–1896 och bedrev därefter affärsstudier i utlandet. Han inträdde i faderns fabriksverksamhet 1901, var kamrer vid Malmö stads gas- och elektricitetsverk 1908–1916, verkställande direktör vid Malmö stads livsmedelsnämnd från 1915, innehade egen firma från 1919 och var verkställande direktör för AB H. Lundbeck & Co i Malmö från 1939. Han var ordförande i fisknämnden för Skåne 1916–1918, ledamot av livsmedelsstyrelsen för Malmö distrikt 1917–1919 och av bränslekommissionen från 1918.